# Amber Mutsaers
Amber Mutsaers (Oss, 13 juli 1997) is een voetbalspeelster uit Nederland.
Ze maakte als verdedigster voor PSV haar debuut in de Vrouwen Eredivisie. Een seizoen later nam Achilles '29 haar over, waar ze nog drie seizoenen voor uitkwam.

## Statistieken
| Seizoen | Club         | Land      | Competitie | Wedstrijden | Doelpunten |
| ------- | ------------ | --------- | ---------- | ----------- | ---------- |
| 2015/16 | PSV          | Nederland | Eredivisie | 2           | 0          |
| 2016/17 | Achilles '29 | Nederland | Eredivisie | 18          | 1          |
| 2017/18 | Achilles '29 | Nederland | Eredivisie | 22          | 2          |
| 2018/19 | Achilles '29 | Nederland | Eredivisie | 25          | 1          |
| Totaal  | Totaal       | Totaal    | Totaal     | 67          | 4          |

Laatste update: september 2021